# قرار گرفتن در معرض طبیعت و سلامت روان

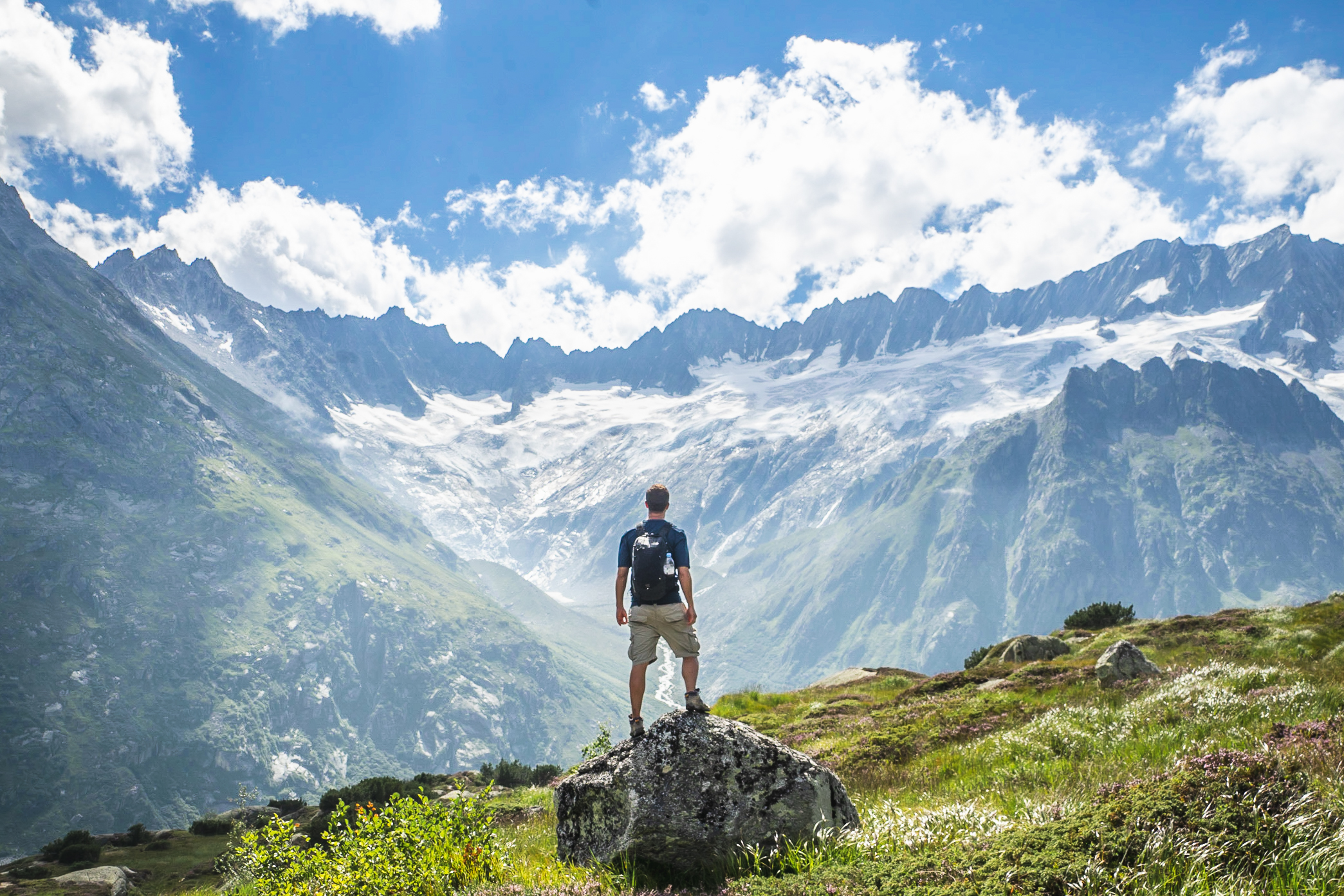
شخصی که در مقابل کوه‌های آلپ سوئیس ایستاده است

قرار گرفتن در معرض طبیعت و سلامت روان به ارتباط بین تعامل فرد با محیط‌های طبیعی و تأثیر آن بر سلامت روان فرد اشاره دارد. اکثر مطالعات هرگونه تعامل با طبیعت را به عنوان مواجهه در نظر می‌گیرند، مانند پیاده‌روی، بودن در جنگل یا مکانی با آب (مثل دریاچه، ساحل)، پیاده‌روی در پارک و غیره. در حال حاضر تحقیقات گسترده‌ای در مورد تأثیر مواجهه با طبیعت بر افراد انجام شده است که به طرق مختلف ارتباط مفیدی را نشان می‌دهد. مطالعات نشان می‌دهد که با سبک زندگی معاصر که بیشتر اوقات را در فضای بسته می‌گذرانیم و با افزایش زمان صرف شده در مقابل صفحات نمایش، ارتباط انسان‌ها با طبیعت کاهش یافته است. با این حال، تعامل با طبیعت به دلیل فواید زیادی که برای سلامت روان و شناخت به همراه دارد، به عنوان یک عامل تقویت کننده سلامت عمومی در نظر گرفته شده است. در نتیجه، درمانگران از طبیعت در درمان‌های خود برای بهبود سلامت روان یا جسم استفاده می‌کنند. این درمان‌ها و تکنیک‌ها، اکوتراپی نامیده می‌شوند.

## سلامت روان و تأثیر عاطفی
سلامت روان به عنوان وضعیتی از رفاه روانی تعریف شده است که افراد را قادر می‌سازد تا با استرس‌های زندگی کنار بیایند، توانایی‌های خود را تحقق بخشند، خوب یاد بگیرند و خوب کار کنند و به جامعه خود کمک کنند. تحقیقات در مورد قرار گرفتن در معرض محیط‌های طبیعی نشان می‌دهد که طبیعت سلامت روان ما را از طرق مختلف، مانند کاهش استرس و بهبود خلق و خو، تقویت می‌کند. علاوه بر این، شواهدی وجود دارد که نشان می‌دهد ارتباط با طبیعت با افزایش شادی، رفاه ذهنی، عاطفه مثبت، تعاملات اجتماعی مثبت و حس معنا و هدف در زندگی و همچنین کاهش پریشانی روانی مرتبط است. یک مثال عملی برای این موضوع، طبیعت‌گردی است. این‌ها می‌توانند فعالیت مغز را در قشر پیش‌پیشانی زیرجلدی افزایش دهند، که وقتی فرد احساس اضطراب یا افسردگی می‌کند غیرفعال می‌شود.
تحقیقات نشان می‌دهد که اثرات طبیعت بر سلامت روان در تمام سنین مثبت است. در رابطه با کودکان، در دانمارک مطالعه‌ای طی هجده سال انجام شد که مقایسه‌ای بین کودکان صفر تا ده ساله که در محله‌هایی با فضای سبز بیشتر زندگی می‌کردند و کودکانی که در سطوح پایین‌تری از فضای سبز قرار داشتند، انجام داد. مشخص شد که کودکانی که در سطوح بالاتر فضای سبز زندگی می‌کردند، ۵۵ درصد کمتر در معرض خطر ابتلا به اختلالات روانی متعدد مانند افسردگی، اسکیزوفرنی، اختلال مصرف مواد، اختلالات خوردن و اختلالات خلقی بودند. به‌طور مشابه، مطالعه دیگری که در چهار شهر اروپایی انجام شد، نشان داد بزرگسالانی که در دوران کودکی کمتر در معرض محیط‌های باز قرار داشته‌اند، در مقایسه با بزرگسالانی که در دوران کودکی بیشتر در معرض محیط‌های باز بوده‌اند، سلامت روان به‌طور قابل توجهی بدتری داشته‌اند. یک مطالعه ۱۰ ساله در بریتانیا نشان داد که هم سرسبزی محیط اطراف خانه افراد (تا شعاع ۳۰۰ متری خانه‌شان) و هم دسترسی آنها به فضاهای سبز و آبی اطراف (مانند پارک‌ها، دریاچه‌ها و سواحل) هر دو خطر ابتلا به اضطراب و افسردگی را در افراد کاهش می‌دهد. علاوه بر این، اثرات ترمیمی طبیعت وجود دارد که از سلامت روان و رفاه سالمندان حمایت می‌کند. مطالعات نشان می‌دهد که تعامل افراد مسن با طبیعت می‌تواند با خلق و خوی بهتر، کاهش احتمال افسردگی، کاهش سطح استرس و بهبود عملکرد شناختی مرتبط باشد.
مشخص شده است که فضای سبز نزدیک خانه با برخی از رفتارهای پرخطر برای سلامتی، مانند سیگار کشیدن و نوشیدن الکل، ارتباط معکوس دارد و بازدید منظم از فضاهای طبیعی با شیوع کمتر سیگار کشیدن مرتبط بوده است. نتایج چنین مطالعاتی نشان می‌دهد که افزایش فضای سبز مسکونی و بازدید از طبیعت می‌تواند یک استراتژی امیدوارکننده برای کاهش رفتارهای پرخطر برای سلامتی باشد.

## تأثیر شناختی
شناخت به همه اشکال دانستن و آگاهی، مانند ادراک، تصور، یادآوری، استدلال، قضاوت، تخیل و حل مسئله اشاره دارد. به لطف تحقیقات همبستگی و تجربی، ارتباط مثبتی بین محیط و توانایی‌های شناختی یافت شده است. برخی از مزایای اصلی که مطالعات نشان داده‌اند، بهبود عملکرد حافظه کاری، بهبود توجه، انعطاف‌پذیری شناختی و وظایف کنترل توجه است. در مقابل، قرار گرفتن در معرض محیط‌های شهری با کمبود توجه مرتبط دانسته شده است.
دوره‌های کوتاه مدت قرار گرفتن در طبیعت نیز می‌تواند مزایای شناختی داشته باشد، از جمله قرار گرفتن در معرض طبیعت فقط از طریق تصاویر. در یک آزمایش کنترل توجه که توسط محققان استرالیایی انجام شد، از دانشجویان دانشگاه خواسته شد تا در یک کار کسل‌کننده و خسته‌کننده شرکت کنند که در آن باید با دیدن اعداد خاصی که روی صفحه نمایش چشمک می‌زدند، یک کلید کامپیوتر را فشار می‌دادند. در اواسط کار، شرکت‌کنندگان وقفه‌های کوتاه ۴۰ ثانیه‌ای داشتند که در آن یا منظره‌ای از شهر با بام سبز و پر از گل و گیاه یا یک بام بتنی خالی را می‌دیدند. طبق این مطالعه، شرکت‌کنندگانی که سقف سبز را مشاهده کردند، در مقایسه با شرکت‌کنندگانی که سقف بتنی را مشاهده کردند، خطاهای حذف به‌طور قابل توجهی کمتری مرتکب شدند و پاسخ‌های منسجم‌تری به وظیفه نشان دادند. چنین تغییراتی در توجه می‌تواند، برای مثال، در چگونگی درک انسان از زمان در طبیعت در مقایسه با محیط‌های شهری منعکس شود.
علاوه بر مواجهه با تصاویر طبیعت، مطالعات تجربی متعددی از طیف گسترده‌ای از انواع محرک‌ها مانند صداها و مواجهه با دنیای واقعی استفاده کرده‌اند. این مطالعات عملکرد شناختی شرکت‌کنندگان را پس از قرار گرفتن در معرض طبیعت در مقایسه با محیط‌های شهری مقایسه کرده‌اند. یکی از تأثیرات قابل توجهی که به‌طور مداوم در محیط‌های طبیعی کشف شده است، بهبود حافظه کاری است. این موضوع به‌طور مداوم از طریق یک تکلیف معکوس دامنه دیجیتال یافت شده است، که در آن به شرکت‌کنندگان گفته می‌شود توالی اعداد (که طول متفاوتی دارند) را به ترتیب معکوس تکرار کنند. به همین ترتیب، شرکت‌کنندگانی که در معرض محیط‌های طبیعی قرار گرفتند، عملکردشان بهبود یافت.

## پارک‌های شهری و سلامت روان
اگرچه بحث پیرامون قرار گرفتن در معرض طبیعت و سلامت روان عموماً به دنیای طبیعی خارج از شهرها و محیط شهری می‌پردازد، اما شایان ذکر است که قرار گرفتن در معرض طبیعت در شهرها می‌تواند تأثیر مثبت زیادی بر سلامت روان و تندرستی افراد داشته باشد. به‌طور خاص، پارک‌های شهری می‌توانند تأثیر مثبت زیادی بر سلامت روان ساکنان داشته باشند - سلامت روان ساکنانی که در فاصله بیش از ۸۰۰ متری (اما کمتر از ۱٫۶ کیلومتری) از یک پارک زندگی می‌کنند، در مقایسه با ساکنانی که در فاصله ۴۰۰ متری یک پارک قرار دارند، ۴٫۵ امتیاز کاهش یافته است. نشان داده شده است که پارک‌های شهری به کاهش استرس، بازیابی روانی، رضایت از زندگی و کاهش خطر اضطراب و افسردگی کمک می‌کنند از آنجایی که بیش از نیمی از جمعیت جهان در شهرها ساکن هستند، اندیشیدن به راه‌هایی برای افزایش سلامت روان برای این جمعیت بسیار مهم است. پارک‌های شهری روش‌های مقرون‌به‌صرفه و در دسترسی را برای فراهم کردن شرایطی ارائه می‌دهند که سلامت روان را صرف نظر از هویت‌های اجتماعی-اقتصادی، نژادی یا سایر هویت‌های ساکنان بهبود می‌بخشد و به این ترتیب می‌تواند به عنوان مسیری به سوی عدالت در سلامت روان در دسترس باشد.